# Douglas Chandler
Douglas Chandler (Chicago, Illinois, Estados Unidos em 28 de Maio em 1896 - Tenerife, Ilhas Canárias em 1975) foi um comentador de radiodifusão americana fazendo propaganda nazista durante a Segunda Guerra Mundial. Ele foi condenado por traição em 1947 e condenado a prisão perpétua.

## Detenção
Chandler foi levado sob custódia pelo Exército dos Estados Unidos de sua casa em Durach, Baviera, em Maio de 1945, mas foi liberado em 23 de outubro de 1945. Ele então foi preso novamente pelo Exército dos EUA a 12 de março de 1946, a pedido do Departamento de Justiça dos Estados Unidos.
Ele foi, então, levado para os Estados Unidos para ser julgado, chegando em 14 de dezembro de 1946.

## Liberdade
Após sentença de 16 anos de prisão Chandler foi comutada pelo presidente John F. Kennedy na condição de ele imediatamente deixar os Estados Unidos. Ele foi libertado da penitenciária federal de Lewisburg, na Pensilvânia, em 09 de agosto de 1963 e voltou para a Alemanha.

## Morte
Chandler ainda estava vivo em 1975 e residente em Tenerife, nas Ilhas Canárias. Sua data exata da morte não é conhecida.